# 莱萨德雷
莱萨德雷（法語：Les Adrets，法語發音：[le.z‿adʁɛ]）是法国伊泽尔省的一个市镇，位于该省东部，属于格勒诺布尔区。

## 地理
莱萨德雷（45°16'18"N, 5°57'52"E）面积16.15 平方千米，位于法国奥弗涅-罗讷-阿尔卑斯大区伊泽尔省，该省份为法国东南部内陆省份，北起顺时针与安省、萨瓦省、上阿尔卑斯省、德龙省、阿尔代什省、卢瓦尔省和罗讷省。
与莱萨德雷接壤的市镇（或旧市镇、城区）包括：弗罗日附近勒尚、泰斯、弗罗日、于蒂耶尔、拉瓦勒昂贝勒多讷、上布雷达。

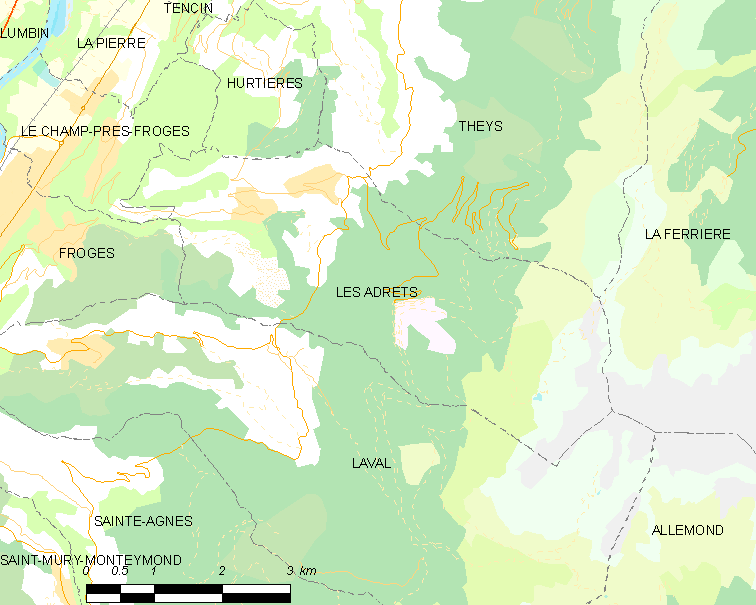
莱萨德雷的OSM定位图

莱萨德雷的时区为UTC+01:00、UTC+02:00（夏令时）。

## 行政
莱萨德雷的邮政编码为38190，INSEE市镇编码为38002。

## 政治
莱萨德雷所属的省级选区为上格雷西沃当县。

## 人口

1962-2008年间莱萨德雷人口变化图示

莱萨德雷于2022年1月1日时的人口数量为1072人。